# 허위 광고
허위 광고(false advertising)는 재산, 상품 또는 서비스의 판매를 홍보하기 위해 의도적으로(또는 무모하게) 만들어진 허위 주장이나 진술이 포함된 광고를 게시, 전송 또는 기타 방식으로 공개적으로 유포하는 행위이다. 광고주가 의도하지 않은 실수를 한 것이 아니라 의도적으로 소비자를 오도하는 경우 허위 광고는 기만적인 광고로 분류될 수 있다. 많은 정부에서는 허위 광고를 제한하기 위해 규정을 사용한다.

## 사기 유형
허위 광고는 크게 두 가지 형태 중 하나를 취할 수 있다. 즉, 광고가 실제로 잘못되었거나 의도적으로 오해를 불러일으킬 수 있다. 두 가지 유형의 허위 광고는 다양한 방식으로 나타날 수 있다.

### 사진 조작
사진 조작은 허위(또는 일반적이지 않은) 결과를 광고하고 소비자에게 제품 성능에 대한 잘못된 인상을 주기 위해 화장품 분야 및 체중 감량 광고에서 자주 사용되는 기술이다. 사진 조작은 제품 효과에 대한 청중의 인식을 바꿀 수 있다. 예를 들어, 메이크업 광고에서는 에어브러쉬된 사진을 사용할 수 있다. 또 다른 예는 암실 노출 기술을 사용하여 사진을 어둡게 하고 밝게 하는 것이다. 일부 조작 기술은 인상적인 예술 작품으로 칭찬받는 반면, 다른 기술은 특히 다른 사람을 속이는 경우 무시된다.